# Gamasomorpha margaritae
Gamasomorpha margaritae är en spindelart som beskrevs av Denis 1947. Gamasomorpha margaritae ingår i släktet Gamasomorpha och familjen dansspindlar.
Artens utbredningsområde är Egypten. Inga underarter finns listade i Catalogue of Life.